# Biner Timót Hilarius
Biner Timót Hilarius (Binner Timót Hilarius) (Besztercebánya – Bredstedt, 1713. február) evangélikus lelkész.

## Élete
Besztercebányai származású; Hollandiában járt az egyetemen és Hollsteinban lett rector, később lelkész Bredtstadtban.

## Munkái
1. Tyrocinium rhetoricae.
2. Tyrocinium logicae.
3. Homilia de septem daemonis Lucae XI.